# Catharina Nies

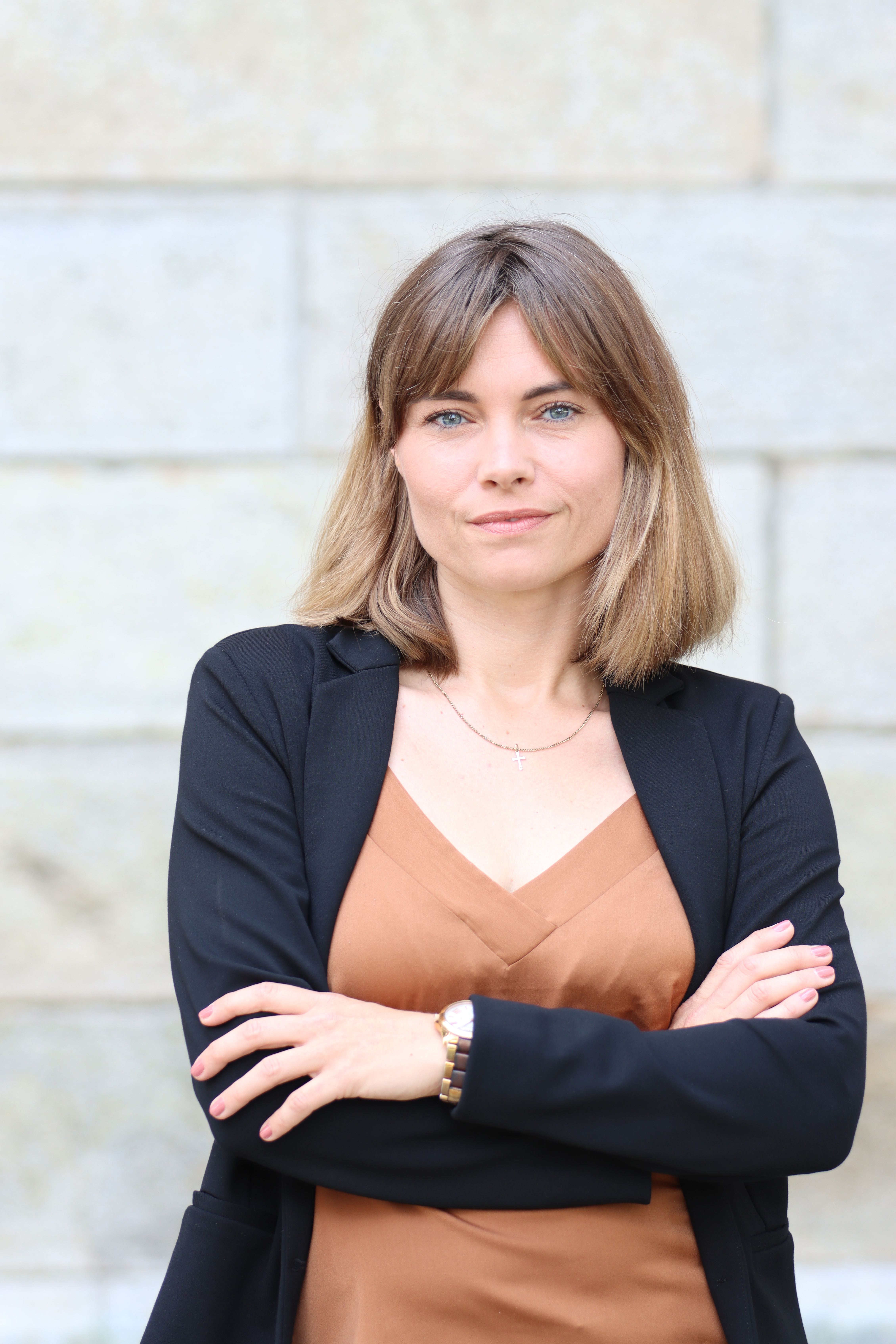
Catharina Nies (2022)

Catharina Johanna Nies (* 11. Mai 1985 in Bad Segeberg) ist eine deutsche Politikerin (Bündnis 90/Die Grünen) und seit 2022 Mitglied im Schleswig-Holsteinischen Landtag.

## Leben und Beruf
Nies machte 2004 ihr Abitur in Flensburg. 2012 erhielt sie ihren Magister in Politikwissenschaft, Neueste Geschichte und Neuere deutsche Literatur & Medien an der Christian-Albrechts-Universität zu Kiel.
Ab September 2008 absolvierte sie ein einjähriges Praktikum in der Landesgeschäftsstelle der Schleswig-Holsteiner Grünen. Während ihres Studiums war sie von 2009 bis 2012 nebenberufliche Regionalmitarbeiterin von den Grünen-Landtagsabgeordneten Anke Erdmann und Luise Amtsberg. Danach war sie ein Jahr lang wissenschaftliche Mitarbeiterin in der Grünen-Bundestagsfraktion im Berliner Bundestagsbüro von Arfst Wagner, bis dieser 2013 aus dem Bundestag ausschied. Von 2014 bis 2015 war sie die Stabsstelle beim Sozialdezernenten des Bodenseekreises zur Koordinierung beruflicher und gesellschaftlicher Teilhabe Asylsuchender. Danach war sie bis 2016 Leitung des Jugendmigrationsdienstes Ravensburg. Anschließend war sie von 2016 bis 2017 Referentin für Flüchtlingsfragen der Industrie- und Handelskammer zu Flensburg und koordinierte dabei unter anderem das Ausbildungsprogramm „Festmachen auf Sylt“. Danach war sie von Dezember 2017 bis Juli 2018 die persönliche Referentin von Robert Habeck, der zu diesem Zeitpunkt Minister im Ministerium für Energiewende, Landwirtschaft, Umwelt, Natur und Digitalisierung des Landes Schleswig-Holstein war. Von August 2018 bis zu ihrem Einzug in den Landtag war sie Referentin in der Landtagsverwaltung beim Beauftragten für Flüchtlings-, Asyl- und Zuwanderungsfragen des Landes Schleswig-Holstein.

## Politische Tätigkeit
Nies ist seit 2008 Mitglied von Bündnis 90/Die Grünen. Von 2009 bis 2011 war sie Sprecherin der Grünen Jugend Schleswig-Holstein. Von 2011 bis 2012 war sie Mitglied im Parteirat der Grünen in Schleswig-Holstein. Von 2020 bis 2022 war sie Sprecherin der LAG Migration und Flucht und von Februar 2021 bis Februar 2023 stellvertretende Sprecherin der BAG Migration und Flucht.
Bei der Landtagswahl in Schleswig-Holstein 2022 erreichte sie mit 16,0 % den dritten Platz bei den Erststimmen im Wahlkreis Ostholstein-Süd. Sie zog über Platz 9 der Landesliste ihrer Partei in den Landtag ein. In der Landtagsfraktion ist sie für die Themenbereiche Migration und Flucht, Frauen und Gleichstellung sowie Familie, Kinder und KiTa zuständig. Für ihre Landtagsfraktion sitzt sie im Sozialausschuss und ist stellvertretendes Mitglied im Innen- und Rechtsausschuss sowie stellvertretendes Mitglied im Richterwahlausschuss.
Gemeinsam mit den drei Landtagsabgeordneten Birte Glißmann (CDU), Katja Rathje-Hoffmann (CDU), Jan Kürschner (BÜNDNIS 90/DIE GRÜNEN) brachte Nies im März 2025 den Gesetzesentwurf für das „Gesetz zum besseren Schutz von Opfern häuslicher Gewalt und bei Nachstellungen durch den Einsatz der elektronischen Aufenthaltsüberwachung“ auf den Weg.
Im Kern des Gesetzes steht der Einsatz elektronischer Fußfesseln nach dem spanischen Modell. Nach richterlichem Beschluss soll sie auch bei häuslicher und partnerschaftlicher Gewalt angeordnet werden können. Die Hürden für Wohnungsverweise sowie Betreuungs-, Kontakt- und Näherungsverbote sollen durch das Gesetz gesenkt werden. Ferner soll Tätern die Kontaktaufnahme zu Kindern und Angehörigen untersagt werden können. Mit Stimmen der Regierungskoalition, der SPD und der SSW wurde der Gesetzesentwurf angenommen.

## Politische Positionen
Nies legt ihren Schwerpunkt auf Geflüchteten-, Migrations- und Frauenpolitik. Grundlegende Ziele von ihr sind die Umsetzung der Istanbul-Konvention, eine humanitäre Geflüchtetenpolitik, eine faire Integrationspolitik, die Stärkung des Kinderschutzes, der Abbau von Armut, insbesondere bei Frauen und Kindern, sowie eine qualitative KiTa-Politik.

## Privates
Nies wohnt aktuell in der Nähe von Flensburg und ist Mutter eines Kindes.